# Chris Madsen
Chris Madsen (25. februar 1851 - 9. januar 1944) var en fremtrædende danskfødt politimand i det vilde vesten. Selvom han var dømt for kriminelle handlinger i både Danmark og USA, lykkedes det ham  efter 15 års tjeneste i den amerikanske hær at blive politimand i Oklahoma, hvor hans indsats væsentligt bidrog til at udrydde lovløsheden.

## Ungdom
Efter afslutningen af sin uddannelse på Kauslunde skole begyndte Madsen en kriminel karriere hvilket resulterede i flere domme for bedrageri og forfalskning. Kun fire dage efter sin ankomst til Amerika, d. 17 januar 1876, med dampskibet S/S Dakota, lod han sig hverve til den amerikanske hær, hvor han tjente ved kavaleriet i 15 år. Han kæmpede i indianerkrigene til sin afsked i 1891. Under sin periode i hæren blev han idømt  fem måneders fængsel for tyveri.

## Politimand
Efter sin tid i den amerikanske hær blev han i 1891 Deputy U.S. Marshal i territoriet Oklahoma (der endnu ikke var en stat). Over 300 lovovertrædere blev enten anholdt eller dræbt af Madsen og hans to kolleger, blandt dem Bill Doolin og hans bande, The Wild Bunch. Madsen var personligt ansvarlig for drabene på tre bandemedlemmer. Efter tjeneste med Theodore Roosevelt i den spansk-amerikanske krig blev han i 1898 Deputy U.S. Marshal  i Indianerterritoriet. I 1911 blev han udnævnt til U.S. Marshal for staten Oklahoma af president William Howard Taft. Senere var han politimester i Oklahoma City. Fra 1918 til 1922 tjente han som særlig efterforsker for guvernøren i Oklahoma.